# Montrose (Iowa)
Montrose – miasto w Stanach Zjednoczonych, w stanie Iowa, w hrabstwie Lee. Zgodnie ze spisem statystycznym z 2000 roku, miasto liczyło 957 mieszkańców.